# Autódromo Termas de Río Hondo
L'autódromo Termas de Río Hondo est un circuit automobile situé dans la ville de Termas de Río Hondo en Argentine. Ce circuit est long de 4,805 km avec 14 virages (5 à gauche, 9 à droite) et une ligne droite de plus d'un kilomètre (1 060 m). Construit en 2007, il est inauguré en 2008 et accueille dans un premier temps des compétitions de sports mécaniques nationales.
En 2012, des travaux sont lancés afin de faire homologuer le circuit par la Fédération internationale de motocyclisme (FIM) et par la Fédération internationale de l'automobile (FIA) afin d'intégrer le championnat du monde MotoGP et le championnat du monde de Formule 1 dès l'année suivante.
Les travaux sont dans les temps mais un conflit qui oppose l'administration du pays et le pétrolier espagnol Repsol, principal sponsor de Honda et du championnat motocycliste, empêche l'organisation d'un GP en 2013. L'autodrome accueillera finalement le Grand Prix d'Argentine de MotoGP à partir de la saison 2014 et ce jusqu'en 2016.
À l'occasion du Grand Prix moto d'Argentine 2016, l'annonce du prolongement du contrat avec Dorna Sports concernant le championnat du monde MotoGP jusqu'en 2019 est faite.
Le circuit accueille une épreuve du championnat du monde des voitures de tourisme depuis 2013.
Dans la nuit du 5 au 6 février 2021, un incendie se déclare et provoque d'importants dégâts au sein des installations du circuit. Selon des médias locaux, des étincelles provenant d'un travail de soudure sur une des terrasses ont endommagé un panneau électrique qui s'est enflammé.
Les travaux de reconstructions ont commencé le lundi suivant la catastrophe.